# Trastorno disociativo
Los trastornos disociativos se definen como aquellas condiciones que conllevan disrupciones o fallos en la memoria, conciencia, identidad, emoción, representación corporal, control motor, conducta y percepción que van más allá de los rangos normales. Estas experiencias son detonadas como mecanismo de defensa usando la disociación como distanciamiento emocional, típicamente de naturaleza altamente estresante y/o traumática.
Esta clasificación excluye las experiencias detonadas por sustancias u otras causas orgánicas como lesiones o enfermedades del sistema nervioso. Las experiencias disociativas pueden ser detonanadas por las causas antes mencionadas, pero se clasifican como secundarias o de otra forma.
Si bien la mitad de la población adulta (50%) ha experimentado despersonalización y/o desrealización transitorias y que se consideran normales, lo que constituye un trastorno disociativo es la cronicidad y afectación en el funcionamiento.

## Clasificación
El Manual diagnóstico y estadístico de los trastornos mentales (DSM-V) en su quinta versión y que se mantiene en la versión revisada del 2022 (DSM-V-TR) enlista los siguientes:
- Trastorno de identidad disociativo (Código DSM-V 300.14), antes conocido como trastorno de personalidad múltiple. Se caracteriza por dos o más estados de personalidad que implica una discontinuidad importante en la identidad, acompañado de vacíos recurrentes de memoria, y varios grados de amnesia disociativa.
- Amnesia disociativa (Código DSM-V 300.12), también conocida como amnesia psicógena o amnesia funcional. Amnesia retrógrada de tipo autobiográfica relacionada con la experimentación de un fuerte trauma emocional.
  - Fuga disociativa (Código DSM-V 300.13). Consiste en la realización de viajes inesperados lejos del hogar durante los cuales al paciente no le resulta posible recordar los sucesos de su vida pasada. En ocasiones puede conllevar el abandono de la identidad previa y la asunción de una nueva identidad.
- Trastorno de despersonalización y desrealización (Código DSM-V 300.6).[8] Supone la presencia de periodos persistentes de distanciamiento de uno mismo, o de sentirse como un observador ajeno, manteniéndose intacto el sentido y prueba de la realidad.
- Otro trastorno disociativo especificado (Código DSM-V 300.15). Se utiliza para todas aquellas formas de disociación patológica que no cumple los criterios diagnósticos de ninguno de los trastornos disociativos descritos anteriormente.
- Trastorno disociativo no especificado (Código DSM-V 300.15).[9] Se cumple con la presentación de algún trastorno disociativo, pero el clínico decide no asignarlo a uno en particular, por ejemplo, cuando no existe información suficiente para un diagnóstico específico.

La Clasificación Internacional de Enfermedades CIE-11 de la Organización Mundial de la Salud enlista los siguientes:
- Trastorno de síntoma disociativo con síntomas neurológicos. (Código 6B60)
- Amnesia Disociativa. (Código 6B61)
  - Con fuga disociativa. (Código 6B61.0)
  - Sin fuga disociativa (Código. 6B61.1)
  - Amnesia disociativa, sin especificación. (Código 6B61.Z)
- Trastorno de trance. (Código 6B62)
- Trastorno de trance y posesión. (Código 6B63)
- Trastorno de Identidad Disociativa. (Código 6B64)
- Trastorno de Identidad Disociativa Parcial. (Código 6B65)
- Trastorno de despersonalización y desrealización. (Código 6B66)
- Síndrome disociativo secundario. (Código 6E65)
- Otros trastornos disociativos especificados. (Código 6B6Y)
- Trastornos disociativos no especificados. (Código 6B6Z)

## Causas y tratamiento
Tanto en los manuales DSM-V y CIE-11 sitúan los trastornos disociativos a continuación de los trastornos relacionados al estrés y al trauma por su estrecha relación y causalidad, pero no forman parte de ellos. Las experiencias disociativas son también parte de los criterios de trastorno por estrés agudo y trastorno de estrés postraumático — se incluye en este último un subtipo disociativo y un subtipo infantil que incluye disociación—, y también son criterios de otros trastornos como el Trastorno Límite de Personalidad y se asocian a otros trastornos como los trastornos conversivos.
Las personas con trastornos disociativos suelen haber sufrido abusos físicos, sexuales o emocionales crónicos en la infancia (o, con menos frecuencia, en un entorno familiar aterrador o muy impredecible). Sin embargo, algunas categorías de DD pueden formarse debido a traumas que ocurren más tarde en la vida y no están relacionados con el abuso, como la guerra o la muerte de un ser querido.
Los trastornos disociativos, especialmente el trastorno de identidad disociativo (TID), no deben tratarse sobre la base de un estatus extraordinario o sobrenatural. El trastorno disociativo se estudia y se trata mejor a través de la lente de cualquier otro trastorno psicológico. Es posible que se requiera supervisión y apoyo continuos, además de atención profesional, para controlar los síntomas de salud mental asociados a la vida con el trastorno disociativo.
No existen medicamentos para tratar los trastornos disociativos, pero pueden recetarse medicamentos para tratar la ansiedad y la depresión que pueden acompañar a estos trastornos.
El trastorno de identidad disociativo suele recurrir a la psicoterapia a largo plazo para mejorar la calidad de vida del paciente. La psicoterapia suele incluir hipnosis (para ayudar al paciente a recordar el trauma y superarlo), arteterapia creativa (utilizando el proceso creativo para ayudar a una persona que no puede expresarse), terapia cognitiva (terapia de conversación para identificar creencias o comportamientos poco saludables y negativos) y medicación (antidepresivos, sedantes o ansiolíticos).